# ضلوعیه
ضلوعیه (به عربی: الضلوعیة) یک شهر در عراق است که در استان صلاح‌الدین واقع شده‌است. ضلوعیه ۱۷٬۰۰۰ نفر جمعیت دارد.